# Коче (Кочевје)
Коче (словен. Koče) је насељено место у општини Кочевје, регија Југоисточна Словенија, Словенија.

## Историја
До територијалне реорганизације у Словенији било је у саставу старе општине Кочевје.

## Становништво
У попису становништва из 2011. године, Коче је имало 1 становника.
| Број становника према пописима | Број становника према пописима | Број становника према пописима |
| ------------------------------ | ------------------------------ | ------------------------------ |
| 1991                           | 2002                           | 2011                           |
| 0                              | 0                              | 1                              |

## Галерија
- на месту некадашње  Маријине цркве, срушена 1950.  године
- Огласна табла
- поток